# Різь

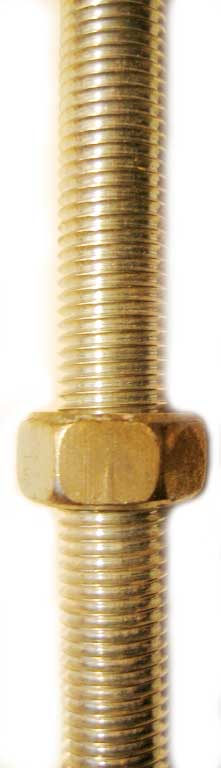
Гайку закріплено на гвинті за допомогою нарізевого з'єднання

Різь, нарізь, різьба  (рос. резьба; англ. thread; нім. Gewinde) — гвинтова канавка на циліндричній або конічній поверхні чого-небудь. Рівномірно розташовані виступи або западини постійного перерізу, що утворені на бічній циліндричній або конічній поверхні по гвинтовій лінії з постійним кроком.
Нарізь є основний елемент нарізевого з'єднання, гвинтової передачі та черв'яка зубчасто-гвинтової (черв'ячної) передачі.

## Термін
У Словарі української мови Б. Д. Грінченка слово різь наводиться як синонім до різьба (у значенні «різьблення»). «Словник технічної термінології» під редакцією І. Шелудька і
Т. Садовського 1928 року запропонував різь для перекладу російського технічного терміна резьба. У СУМ-11 1970-х років в значенні «гвинтова канавка» наведені слова як різьба, так і різь. В українських джерелах XXI століття рекомендується вживати різьба тільки в значенні «різьблення», а як технічний термін використовувати лише різь чи нарізь. Щодо робітника, який нарізає різь, вживаються назви різенарізувач, нарізівник.

## Історія
Ідея гвинтової різьби, очевидно, вперше трапляється в Архімеда, який згадував про спіралі і розробив кілька спіральних пристроїв (архімедів гвинт). Леонардо да Вінчі теж знав про принцип дії гвинта і залишив малюнки, які показують нарізання різі на верстаті. У 1500-х гвинти з'являються на німецьких годинниках, обладунках. У 1569 р. Жак Бессон винайшов верстат для нарізання різі, але його метод поширення не набув і різьбу нарізали вручну ще 150 років. Фабричне виробництво болтів почалось під час Промислової революції в 1800-х роках в Англії. Стандартизації ще не існувало, тому вироби різних виробників не підходили один до одного.

## Елементи різі
- Бокова сторона — частина гвинтової поверхні різі, розташована між вершиною і западиною, що має в площині осьового перерізу прямолінійний профіль.
- Вершина — частина гвинтової поверхні різі, що з'єднує суміжні бокові сторони різі по верху її виступу.
- Виступ — частина матеріалу деталі, яка виступає й обмежується гвинтовою поверхнею.
- Виток — частина виступу, що відповідає одному повному оберту точок гвинтової поверхні відносно осі.
- Вісь — вісь, відносно якої утворена гвинтова поверхня.
- Гвинтова лінія — лінія, утворена на бічній поверхні реального чи уявного циліндра (для конічної різі — конуса) точкою, яка переміщається таким чином, що відношення її між осьовим переміщенням і відповідним кутовим переміщенням постійне (але не дорівнює нулю чи нескінченності).
- Гвинтова поверхня — поверхня, утворена кривою, яка лежить в одній площині з віссю і переміщається відносно осі таким чином, що кожна точка кривої рухається по гвинтовій лінії.
- Заглибина — частина гвинтової поверхні різі, що з'єднує суміжні бокові сторони різі по дну її канавки.
- Захід — початок виступу різі.
- Збіг — місце переходу різі до гладкої частини деталі, де різь має неповний профіль.
- Канавка — простір між виступами.
- Профіль — профіль канавки і виступу в площині осьового перерізу різі.
- Основна площина — площина, яка проходить по першій нитці витка різьби з повним профілем.

## Параметрирізі
- Крок — відстань між відповідними точками двох сусідніх витків (наприклад, вершин), виміряне паралельно осі різі (у конічної різі — довжина проєкції на вісь відрізка, що з'єднує сусідні гребені профілю різі).
- Хід — відстань між відповідними точками на поверхні гвинтової нитки за один оборот контуру, виміряна паралельно осі різі. Для однозахідної різі хід дорівнює кроку, для двозахідної — двом крокам, для тризахідної — трьом.
- Висота профілю — висота профілю між заглибиною і вершиною, виміряна в напрямку, перпендикулярному осі різі.
- Висота вихідного профілю — висота профілю (виміряна в напрямку, перпендикулярному осі різі) між уявними точками, утвореними перетином продовжень бокових сторін профілю.
- Кут профілю — кут, утворений боковими сторонами профілю.
- Зовнішній діаметр — діаметр уявного циліндра (конуса), описаного навколо вершин зовнішньої різі або навколо заглибин внутрішньої. Зазвичай вважається номінальним і використовується для позначення різі.
- Середній діаметр — діаметр уявного циліндра (конуса), співвісного з наріззю, який перетинає її витки посередині між вершинами і заглибинами.
- Внутрішній діаметр — діаметр уявного циліндра (конуса), описаного навколо заглибин зовнішньої різі або навколо вершин внутрішньої.

## Класифікація

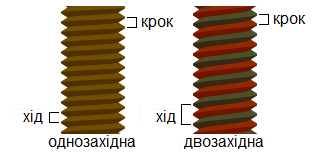
Крок і хід для двох різей.

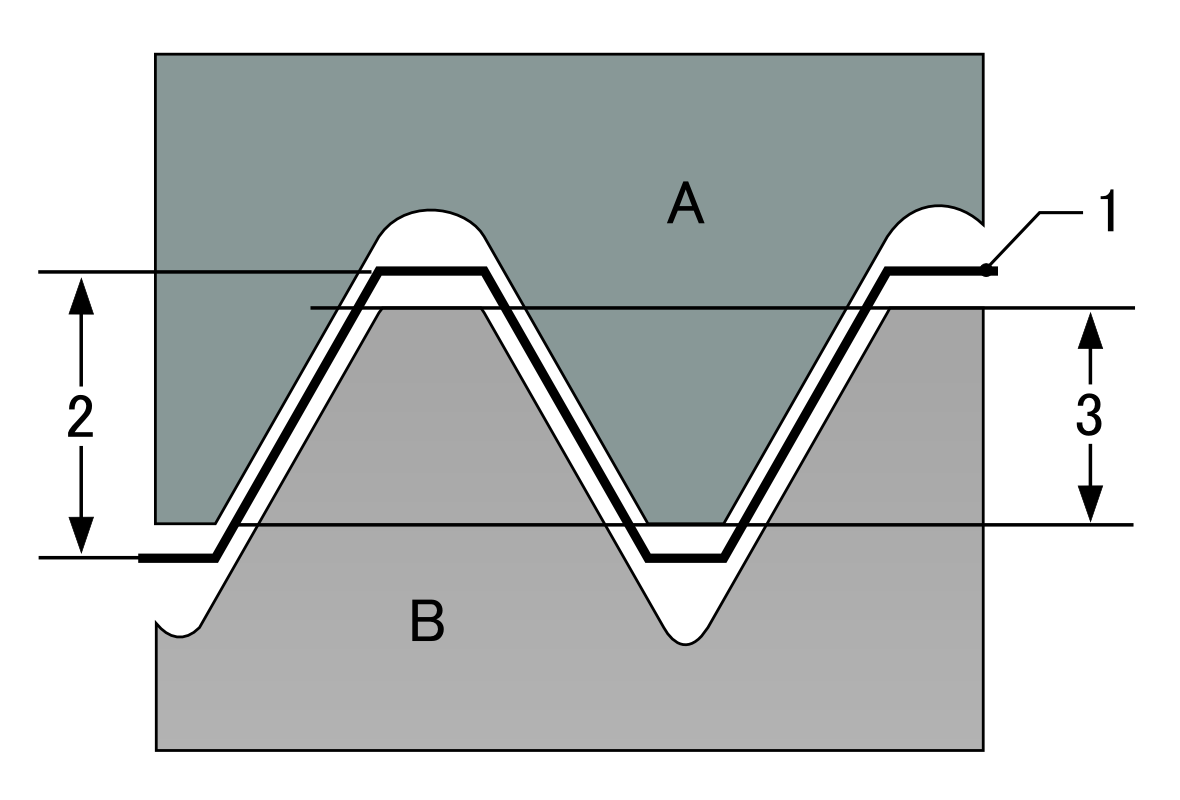
Креслення нарізі

Нарізі (різі) класифікують за такими основними ознаками:
- за експлуатаційним призначенням:
  - кріпильні (метричні);
  - кріпильно-ущільнювальні (трубні, конічні);
  - ходові (трапецеїдальні, упорні);
  - спеціальні;
- залежно від форми профілю — трикутні, трапецеїдальні, прямокутні, круглі, упорні і спеціальні;
- за напрямом руху гвинтової поверхні — праві, ліві;
- залежно від виду поверхні, на якій знаходиться різьба — циліндрична, конічна;
- залежно від розташування поверхні, на якій утворена різьба — зовнішня і внутрішня;
- за кількістю заходів різьби — однозахідні і багатозахідні (двозахідні, тризахідні і т. д.);
- за величиною кроку — нормальний (великий) і малий крок.
- за одиницею вимірювання — метрична, дюймова, модульна, пітчева різьба.

## Стандарти
Закреслені документи стандартів — це документи, у яких скасована чинність в Україні.
Загальне
- ДСТУ 2497-94. Основні норми взаємозамінності. Різьба і різьбові з'єднання. Терміни та визначення.
- ДСТУ ISO 5408:2006 Нарізі циліндричні. Словник термінів (ISO 5408:1983, IDT).

Метрична (М)
- ДСТУ ГОСТ 16093:2018 (ГОСТ 16093-2004, IDT; ISO 965-1:1998, MOD; ISO 965-3:1998, MOD) Основні норми взаємозамінності. Нарізь метрична. Допуски. Посадки із зазором (ГОСТ 16093-2004, ISO 965-1:1998, ISO 965-3:1998, IDT).
- ГОСТ 11709-81 Основные нормы взаимозаменяемости. Резьба метрическая для деталей из пластмасс.
- ГОСТ 16967-81 Основные нормы взаимозаменяемости. Резьба метрическая для приборостроения. Диаметры и шаги.
- ГОСТ 24706-81 Основные нормы взаимозаменяемости. Резьба метрическая для приборостроения. Основные размеры.
- ДСТУ ISO 68-1:2005 Нарізі ISO загального призначення. Основний профіль. Частина 1. Нарізі метричні (ISO 68-1:1998, IDT)
- ДСТУ ISO 261:2005 Нарізі метричні ISO загальної призначеності. Загальні положення (ISO 261:1998, IDT).
- ДСТУ ISO 262:2005 Нарізі метричні ISO загальної призначеності. Вибирання розмірів для ґвинтів, болтів та гайок (ISO 262:1998, IDT).
- ДСТУ ISO 724:2005 Нарізі метричні ISO загального призначення. Основні розміри (ISO 724:1993, IDT).
- ДСТУ ISO 965-1:2005 Нарізі метричні ISO загального призначення. Допуски. Частина 1. Основні характеристики (ISO 965-1:1998, IDT).
- ДСТУ ISO 965-2:2005 Нарізі метричні ISO загального призначення. Допуски. Частина 2. Граничні розміри зовнішніх і внутрішніх нарізей. Середній клас точності (ISO 965-2:1998, IDT).
- ДСТУ ISO 965-3:2005 Нарізі метричні ISO загальної призначеності. Допуски. Частина 3. Відхили (ISO 965:1998, IDT).

- ГОСТ 24705-2004 (ИСО 724:1993). Резьба метрическая. Основные размеры.
- ГОСТ 9150-81. Основные нормы взаимозаменяемости. Резьба метрическая. Профиль.
- ГОСТ 8724-81. Основные нормы взаимозаменяемости. Резьба метрическая. Диаметры и шаги.
- ISO 965-1:1998. Різі метричні ISO загального призначення. Допуски. (в 5 частинах)
- ISO 261:1998. Різі метричні ІСО загального призначення. Загальний вигляд.
- ISO 262:1998. Різі ISO метричні загального призначення.

Метрична конічна (МК)
- ГОСТ 25229-82 Основные нормы взаимозаменяемости. Резьба метрическая коническая.

Кругла для санітарно-технічної арматури (Кр)
- ГОСТ 13536-68 Резьба круглая для санитарно-технической арматуры. Профиль, основные размеры, допуски.

Трапецеїдальна (Tr)
- ГОСТ 9484-81 Основные нормы взаимозаменяемости. Резьба трапецеидальная. Профили.
- ГОСТ 24737-81 Основные нормы взаимозаменяемости. Резьба трапецеидальная однозаходная. Основные размеры.
- ГОСТ 24738-81 Основные нормы взаимозаменяемости. Резьба трапецеидальная. Диаметры и шаги.
- ГОСТ 24739-81 Основные нормы взаимозаменяемости. Резьба трапецеидальная многозаходная.

Трубна конічна (R) та циліндрична (G)
- ГОСТ 6211-81 Основные нормы взаимозаменяемости. Резьба трубная коническая.
- ГОСТ 6357-81 Основные нормы взаимозаменяемости. Резьба трубная цилиндрическая.

Упорна (S)
- ГОСТ 10177-82 Основные нормы взаимозаменяемости. Резьба упорная. Профиль и основные размеры

Упорна посилена (зміцнена) (S45°)
- ГОСТ 13535-87 Основные нормы взаимозаменяемости. Резьба упорная усиленная 45°.

Дюймова конічна
- ГОСТ 6111-52 Резьба коническая дюймовая с углом профиля 60°.